# Русофобія
Русофо́бія — підозріле, неприязне, вороже ставлення до Росії, російської мови, росіян, російської культури.

## Використання терміна
Привертає увагу специфічне потрактування поняття «русофобія» в російській політичній пропаганді з поширенням у довідникові видання, де «русофобію» розуміють як ненависть до Росії, російської мови, культури та історії. Але, якщо точно дотримуватися перекладу терміна (лат. Russo- + -phobia), то йдеться не про ненависть, а про страх, побоювання за свою безпеку з боку Росії. Отже, здійснюється підміна поняття страху перед Росією на ненависть до неї. Страх цей виправданий, адже Росія погрожує застосуванням сили і кидає свої війська проти інших країн.
Росія заперечує саму ідею об'єктивної реальності, занурюючи суспільства у світ, де сильний вирішує, що є правдою і що є реальністю, що немає доброго і поганого, що, як вони кажуть, «все відносно». З погляду Росії не може бути доказів на захист інших країн, оскільки правда походить від сили. Оскільки Росія сильна, то вона може маніпулювати правдою та визначати правду.

Термін «русофобія» — це імперська стратегія, яка має переключити тему з реальної агресивної війни на почуття агресора, таким чином усуваючи існування і долю людей, проти яких спрямована російська агресія. Імперіаліст каже: «Ми тут єдині люди. Ми — справжні жертви. І наші ображені почуття важать більше, ніж життя інших людей».
Видавання агресором себе як жертви, — це не є захистом, а частиною злочину. Розпалювання ненависті, спрямоване проти українців, не є частиною захисту Російської Федерації чи її громадян, а елементом злочинів, які скоюють російські громадяни на території України.
Русофобія є ірраціональним аргументом і частиною неоімперського дискурсу ідентичності росіян. Пропагуючи нібито західну русофобію, політичне керівництво Росії намагається виправдати російський шовінізм, ідеологію російської національної переваги над іншими народами, яка намагається обґрунтувати своє бажання домінувати над іншими націями та використовувати їх у власних геополітичних цілях.
Деякі дослідники описують використання наративів «русофобії» як тактику, що використовується Володимиром Путіним. Ці наративи підкреслюють переконання, що Росія стикається з екзистенційною загрозою з боку західних держав і повинна вжити радикальних заходів для забезпечення внутрішньої стабільності, включно з війною проти України, і визначаються критиками як радикальний націоналізм і неоімперіалізм. Російські шовіністи й апологети зовнішньої політики Росії часто використовують звинувачення в «русофобії» як форму пропаганди, щоб протистояти критиці Росії.

## Історія
Уперше термін «русофобія» застосував Федір Тютчев у зв'язку із придушенням російськими військами Угорської революції 1848—1849 років. Він за версією деяких російських дослідників, протиставляв русофобії панславізм.
На окремі документальні приклади посилаються навіть з початку XVI століття, коли ще Московія не привласнила назву Русь. Посилаються на пропаганду проти Московського царства, яку активно вели литовські і польські державні діячі, історики та письменники, а також, згодом, єзуїти. Ця пропаганда виникла на ґрунті суперництва за землі Русі, а також на ґрунті конфесійної боротьби католицтва зі «схизматичним» православ'ям. Польський король Сигізмунд І, який намагався запобігти будь-яким політичним альянсам Московського царства в Європі, переконував західних монархів, що московити — не християни, а жорстокі варвари, що належать до Азії і змовилися з турками і татарами зруйнувати християнський світ. У кінці XVIII — першій половині XIX століття, мовляв, відбувається формування русофобії як системи, яка обслуговує ворожу політику тієї чи іншої держави стосовно Росії. Виникнувши спочатку у Франції після падіння в 1815 році наполеонівської імперії, русофобія перекочувала до Англії, де в 1820—1840 роки була сформована найбільш повно. У період між Угорською революцією 1848—1849 років та Кримською війною 1853—1856 років русофобія в Англії досягла свого апогею і тією чи іншою мірою охопила багато інших європейських країн. Історично термін русофобія охоплював жорстоке поводження та дискримінацію на державному та низовому рівнях і антиросійську пропаганду.
А. Фурсов характеризує системну русофобію як «психоісторичну зброю», мета якої довести, в тому числі і самим росіянам, що їхній розвиток не повною мірою відповідає західному типу і таким чином поставити росіян у програшний стан психологічного захисту. Валентин Фалін в інтерв'ю каналу Росія висловив думку, що «віссю, довкола якої оберталися відносини між Росією та західним світом велику частину XIX століття і у XVIII столітті була русофобія — ніякого стосунку вона до комунізму не мала», Олександр Чубар'ян так само стверджував, що «русофобія йде в країнах Заходу з середини XVIII століття».
Термін «русофобія» поширювався в середині ХІХ ст. з метою підтримати російський імперський та цивілізаційний дискурс, що репрезентував православно-імперську традицію Візантії та спадщину Чингісхана, тобто відмінну від західної ієрархію цінностей. Цей дискурс був неспроможний нейтралізувати західну критику експансійної політики царського режиму, що привела Росію до зайняття позиції пихатого ізоляціонізму.
Леонід Шебаршин дотримується думки, що книга сера Роберта Вільсона, який під час війни з Наполеоном був при ставці російського головнокомандування, і стала поштовхом до русофобії, інші російські пропагандисти вважають, що історію русофобії на рівні державної політики можна простежити цілком чітко з 1840-х років, на думку прихильників другої версії, імперська антиліберальна і мілітаристська політика Миколи I після ряду військових успіхів стала викликати побоювання та сприйматися деякими європейськими державами як загроза їхнім інтересам.
За переконаннями росіян, у Європі русофобія ґрунтувалася на різних більш-менш фантастичних страхах перед російським завоюванням Європи, таких як ті, що ґрунтувалися на підробці «Заповіту Петра І», задокументованій у Франції в 19-му столітті, і яка згодом знову з'явилась у Великій Британії внаслідок побоювань нападу Росії на Британську Індію у зв'язку з «Великою грою».
1922 року російський письменник Максим Горький написав статтю «Про російське селянство» (рос. О русском крестьянстве), через яку його звинувачують у ненависті до росіян[неавторитетне джерело]. Стаття була заборонена в СРСР і у сучасній Росії ніколи не видавалась.

Термін також використано у статті «Про викривлення під час проведення національної політики» (рос. Об извращениях при проведении национальной политики) журналу «Комуніст» 1926 року, яка стала ключовим елементом дискусії, що призвела до розколу КПЗУ у 1927 і виокремлення течії так званих «націонал-ухильників» (рос. национал-уклонистов) на чолі з Шумським:
рос. Корни принудительной евреизации двояки. Во-первых — шовинистическое русофобство. Во-вторых — направленный против «конкурентов» антисемитизм. [...]
Зоологическое русофобство, — литературным примером которого могут служить статьи Хвильового «Прочь от Москвы» и др., подвергаемые критике тов. Скрыпником в No 1 «Украинского Большевика» за 1926 год, — существует не только в литературе. Отчасти оно является некритическим перенесением на русский народ ненависти, какую вызывал к себе со стороны угнетенных наций русский царизм. Но в гораздо большей мере культивирование его является нарочитым средством со стороны скрыто-контрреволюционных элементов для ослабления советской власти путем наивозможно большего враждебного обособления отдельных входящих в СССР народов.  На этой почве им легче пытаться группировать и вести за собой малосознательных патриотов своей нации, склонных видеть в них лишь более усердных, более увлекающихся проповедников своей национальной культуры. А фактически и объективно дело сводится к подрывной работе против советской системы в целом, с выбором для этой работы наименее защищенного места. В таких молодых по советской национальной культурной работе государствах, как, например, Украина, самый состав обслуживающего культурную работу государственного аппарата неизбежно рекрутируется в известной мере из членов бывших буржуазных националистических шовинистических партий, из лиц, сочувствовавших в свое время петлюровцам и т. п. Это, понятно, облегчает появление соответственных извращений.
Побутова русофобія ґрунтується на неприйнятті негативних рис російського національного характеру. Масштаби її зросли після розпаду СРСР і масової появи на Заході російських кримінальників, бізнесменів, туристів тощо.

### Сучасність
Сучасна геополітична стратегія Росії, спрямована на відновлення власного домінування на пострадянському просторі, рефлекторно викликає загострення русофобських настроїв особливо серед народів, які побували в підпорядкуванні російської імперії і відчувають себе потенційними мішенями російського експансіонізму.
Протягом історії тема боротьби з русофобією використовувалась для реалізації різних політичних цілей як усередині, так і поза межами російської держави. Розроблений на суворо внутрішньоросійській основі цей підхід спрямований проти провідників демократизації та лібералізації Росії. Це означає, що держава, з одного боку, розглядає критиків режиму як ворогів, і працює над публічним тавруванням та ізоляцією їх. З другого боку, напад на русофобів слугує способом імунізації російського суспільства від сумнівів щодо політики Кремля, є інструментом у формуванні неоімперської політичної ідентичності серед громадян Російської Федерації, мобілізуючи їх щодо реальних або передбачуваних загроз, а також служить формою відновлення психологічного комфорту для них перед фактом невдалих дій Кремля. «Русофобія» стає дедалі ширшим поняттям, що таврує не тільки суспільства інших країн, а й громадян Росії. Таке розширене тлумачення поняття дає змогу використовувати його як двоголову інформаційну зброю. Це також дозволяє продовжити боротьбу з ворогом, як зовнішнім, так і внутрішнім; останніх раніше називали «п'ятою» (так звані «іноземні агенти») і «шостою колоною» (так звані «ліберали»).
На думку академіка РАН Володимира Волкова, «русофобія» є різновидом ксенофобії, однак за визначенням «Політичної енциклопедії» її «особливістю є те, що тут коріння переважно криється у російській державній політиці супроти інших народів і держав».
Інформаційна діяльність на основі стереотипу русофобії є розсадником російського шовінізму, який у багатоетнічній країні може мати протилежні наслідки до передбачуваних.
За висновками Тімоті Снайдера, термін «русофобія» є частиною давньої риторичної російської стратегії, яку використовує імперія, коли вона атакує, стверджуючи, що вона насправді є жертвою.
Як вказує філософ Н. В. Іщук, Російська православна церква у своєму меморандумі фактично відносить до проявів русофобії критичне ставлення до російського православ'я та до діяльності цієї церкви.

### Російська агресія проти України
Термін «русофобія» використовує російська влада з метою політичної мобілізації населення, компрометації окремих політичних сил або дій нелояльних до Росії урядів. Зокрема, проявами «русофобії» проголошувалися мовна, релігійна політика і політика відродження історичної пам'яті, що здійснювалися в Україні після «помаранчевої революції».
Після анексії Криму Росією у березні 2014 року російська влада та засоби масової інформації почали широко застосовувати термін до осіб та організацій, хто критикував позицію та дії Кремля чи був залучений до застосування санкцій проти Росії.
- МЗС Росії
- Sputnik
- Russia Today

Зверху на графіку: частота вжитку терміна «русофобія» від МЗС Росії, а також державних медіа: Sputnik, Russia Today.
Те, що ми зазвичай називаємо «русофобією», маючи на увазі обґрунтовано негативне ставлення до російської влади та суспільства і бажання відгородитися від усього, що з ними пов'язане, є нормальною реакцією українського суспільства на звірства російських військових, які відбуваються щодня і які підтримує цивільне населення Російської Федерації. Ця тенденція є наслідком дій Росії, і почалася вона ще в 2014 році, а загострилася з початком повномасштабної війни. У нинішніх умовах українське суспільство фактично не має іншого вибору. Ба більше, для України важливо, щоб ця тенденція продовжувалась, адже вона сприяє позитивним змінам, які ведуть до зміцнення національної свідомості українців.

Офіційний представник Франції в ООН Діара Діме-Лабіль заявила: «Москва не досягне успіху у своїй невиправданій війні, культивуючи міф про так звану русофобію». Джон Келлі визначив російську риторику терміном «газлайтинг».
На думку Тімоті Снайдера сам термін «русофобія» є формою російської імперської пропаганди та спробою виправдати воєнні злочини Москви в Україні, це просто колоніальна риторика та частина більшої стратегії мови ворожнечі.
На думку А. А. Карпова, озвучену в програмі «Вата-шоу», російська пропаганда неправильно вживає термін «руссофобия», називаючи ним ставлення громадян інших країн до Росії, бо термін позначає страх до Росії, а Росії не бояться — її зневажають.